# Елизабет Шварцкопф
Елизабет Шварцкопф (Јароцин, 9. децембар 1915 — Шрунс, 3. август 2006) је била немачко-британска оперска певачица. Важила је за једну од водећих лирских сопранисткиња друге половине 20. века. Посебно је била позната по интерпретацији Моцартових и Штраусових опера.
Кријеру је започела у Берлину 15. априла 1938. Од 1945. имала је стални ангажман у Бечкој државној опери. Године 1953. удала се за британског музичког продуцента Валтера Легеа и тако стекла британско држављанство. У каријери је наступала као тумач оперских улога и певачица класичног „лида“ (Lied). Ограничила се углавном на пет оперских улога: Дона Елвира (Дон Ђовани), војвоткиња Алмавива (Фигарова женидба), Фјордилиђи (Тако чине све), војвоткиња Мадлен (Капричо) и Маршалин (Каваљер с ружом). Оперску каријеру је окончала 1971, а последњи рецитал је извела 1979. Касније се бавила педагошким радом. 